# Krypton
Krypton (altgriechisch κρυπτός kryptós „verborgen“) ist ein chemisches Element mit dem Elementsymbol Kr und der Ordnungszahl 36. Im Periodensystem steht es in der 8. Hauptgruppe, also der 18. IUPAC-Gruppe und zählt daher zu den Edelgasen. Wie die anderen Edelgase ist es ein farbloses, äußerst reaktionsträges, einatomiges Gas. In vielen Eigenschaften wie Schmelz- und Siedepunkt oder Dichte steht es zwischen dem leichteren Argon und dem schwereren Xenon.
Krypton zählt zu den seltensten Elementen auf der Erde und kommt nur in geringen Mengen in der Atmosphäre vor.
Das Edelgas wurde 1898 von William Ramsay und Morris William Travers durch fraktionierte Destillation flüssiger Luft entdeckt. Krypton wird auf Grund seiner Seltenheit nur in geringen Mengen, vor allem als Füllgas von Glühlampen, verwendet. Eine geringe Anzahl an Kryptonverbindungen ist bekannt, von denen Kryptondifluorid eines der stärksten bekannten Oxidationsmittel ist.

## Geschichte

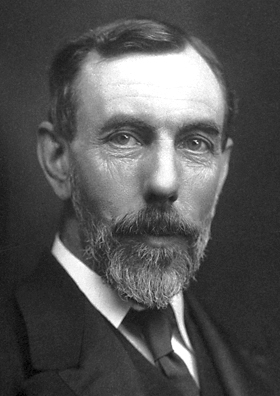
Sir William Ramsay

1894 war Argon als erstes Edelgas von John William Strutt, 3. Baron Rayleigh und William Ramsay entdeckt worden, ein Jahr darauf wurde das bislang nur aus dem Sonnenspektrum bekannte Helium von Ramsay aus Uranerzen isoliert. Aus den Gesetzen des Periodensystems erkannte Ramsay, dass es noch weitere derartige Elemente geben müsste. Er untersuchte daher ab 1896 zunächst verschiedene Minerale und Meteoriten und die von ihnen beim Erhitzen oder Lösen abgegebenen Gase. Er und sein Mitarbeiter Morris William Travers waren dabei jedoch nicht erfolgreich, es wurden nur Helium und seltener Argon gefunden. Auch die Untersuchung heißer Gase aus Cauterets in Frankreich und aus Island brachten keine Ergebnisse.
Schließlich untersuchten sie 15 Liter verflüssigtes Rohargon und trennten es mittels fraktionierter Destillation. In dem Rückstand fanden sie bislang unbekannte gelbe und grüne Spektrallinien, also ein neues Element. Nach dem altgriechischen κρυπτός kryptós („verborgen“) wurde es Krypton genannt. Nach Reinigung durch weitere Destillation konnten Ramsay und Travers auch die molare Masse von etwa 80 g/mol bestimmen. Nach dieser Entdeckung fanden sie in einer anderen, niedriger siedenden Fraktion das Element Neon, und schließlich, durch Trennung des Rohkryptons, das Element Xenon.
1924 behauptete Andreas von Antropoff, eine erste Kryptonverbindung in Form eines roten stabilen Feststoffes aus Krypton und Chlor synthetisiert zu haben. Später stellte sich jedoch heraus, dass diese Verbindung kein Krypton enthielt, sondern Stickstoffmonoxid und Chlorwasserstoff. Größere Anstrengungen in der Synthese von Kryptonverbindungen wurden nach der Entdeckung der ersten Xenonverbindungen 1962 unternommen. Als erster stellte Aristid von Grosse eine Kryptonverbindung dar. Er hielt sie zunächst für Kryptontetrafluorid; sie wurde nach weiteren Versuchen aber als Kryptondifluorid identifiziert.
Die Wellenlänge einer elektromagnetischen Strahlung, die vom Kryptonisotop 86Kr ausgestrahlt wird, wurde 1960 als Grundlage für die Definition des Meters gewählt. Sie löste damit die zu ungenaue Definition über das Urmeter aus einer Platin-Iridium-Legierung ab. Ein Meter wurde als das 1.650.763,73-fache der Wellenlänge der vom Nuklid 86Kr beim Übergang vom 5d5 in den 2pl0-Zustand ausgesandten und sich im Vakuum ausbreitenden Strahlung definiert. 1983 wurde diese Festlegung schließlich ersetzt durch eine Definition, die auf der Strecke beruht, die Licht im Vakuum in einem bestimmten Bruchteil einer Sekunde zurücklegt.

## Vorkommen
Krypton zählt zu den seltensten Elementen auf der Erde. Seltener sind lediglich Xenon sowie radioaktive Elemente, die entweder wie Plutonium zum größten Teil schon zerfallen sind oder nur als kurzlebiges Zwischenprodukt von Zerfallsreihen vorkommen. Der Anteil des Kryptons an der Erdhülle beträgt 1,9 · 10−5 ppm, der größte Teil des Gases befindet sich dabei in der Atmosphäre, die zu 1,14 ppm aus Krypton besteht.
Im übrigen Universum kommt Krypton in höherem Anteil vor, vergleichbar mit dem von Lithium, Gallium und Scandium. Das Verhältnis von Krypton und Wasserstoff ist im Universum weitgehend konstant. Daraus lässt sich schließen, dass die interstellare Materie reich an Krypton ist. Krypton konnte auch in einem Weißen Zwerg nachgewiesen werden. Dabei wurde im Vergleich zur Sonne die 450-fache Menge gemessen, der Grund für diesen hohen Krypton-Gehalt ist jedoch noch unbekannt.

## Gewinnung
Die Gewinnung von Krypton erfolgt ausschließlich im Rahmen des Linde-Verfahrens aus der Luft. Bei der Stickstoff-Sauerstoff-Trennung reichert es sich auf Grund der hohen Dichte zusammen mit Xenon im flüssigen Sauerstoff an, der sich im Sumpf der Kolonne befindet. Dieses Gemisch wird in eine Kolonne überführt, in der es auf etwa 0,3 % Krypton und Xenon angereichert wird. Dazu enthält das flüssige Krypton-Xenon-Konzentrat neben Sauerstoff noch eine größere Menge Kohlenwasserstoffe wie Methan, fluorierte Verbindungen wie Schwefelhexafluorid oder Tetrafluormethan sowie Spuren an Kohlenstoffdioxid und Distickstoffmonoxid. Methan und Distickstoffmonoxid können über Verbrennung an Platin- oder Palladiumkatalysatoren bei 500 °C zu Kohlenstoffdioxid, Wasser und Stickstoff umgesetzt werden, die durch Adsorption an Molekularsieben entfernt werden können. Fluorverbindungen können dagegen nicht auf diese Weise aus dem Gemisch entfernt werden. Um diese zu zerlegen und aus dem Gemisch zu entfernen, kann das Gas mit Mikrowellen bestrahlt werden, wobei die Element-Fluor-Bindungen aufbrechen und die entstehenden Fluoratome in Natronkalk aufgefangen werden können oder über einen Titandioxid-Zirconiumdioxid-Katalysator bei 750 °C geleitet werden. Dabei reagieren die Fluorverbindungen zu Kohlenstoffdioxid und Fluorwasserstoff und anderen Verbindungen, die abgetrennt werden können.
Anschließend werden Krypton und Xenon in einer weiteren Kolonne, die unten beheizt und oben gekühlt wird, getrennt. Während sich Xenon am Boden sammelt, bildet sich oben ein Gasstrom, in dem zunächst Sauerstoff, nach einiger Zeit auch Krypton aus der Kolonne entweicht. Letzteres wird durch Oxidation von noch vorhandenen Sauerstoffspuren befreit und in Gasflaschen gesammelt.

## Eigenschaften

### Physikalische Eigenschaften

Kubisch dichteste Kugelpackung von festem Krypton, a = 572 pm

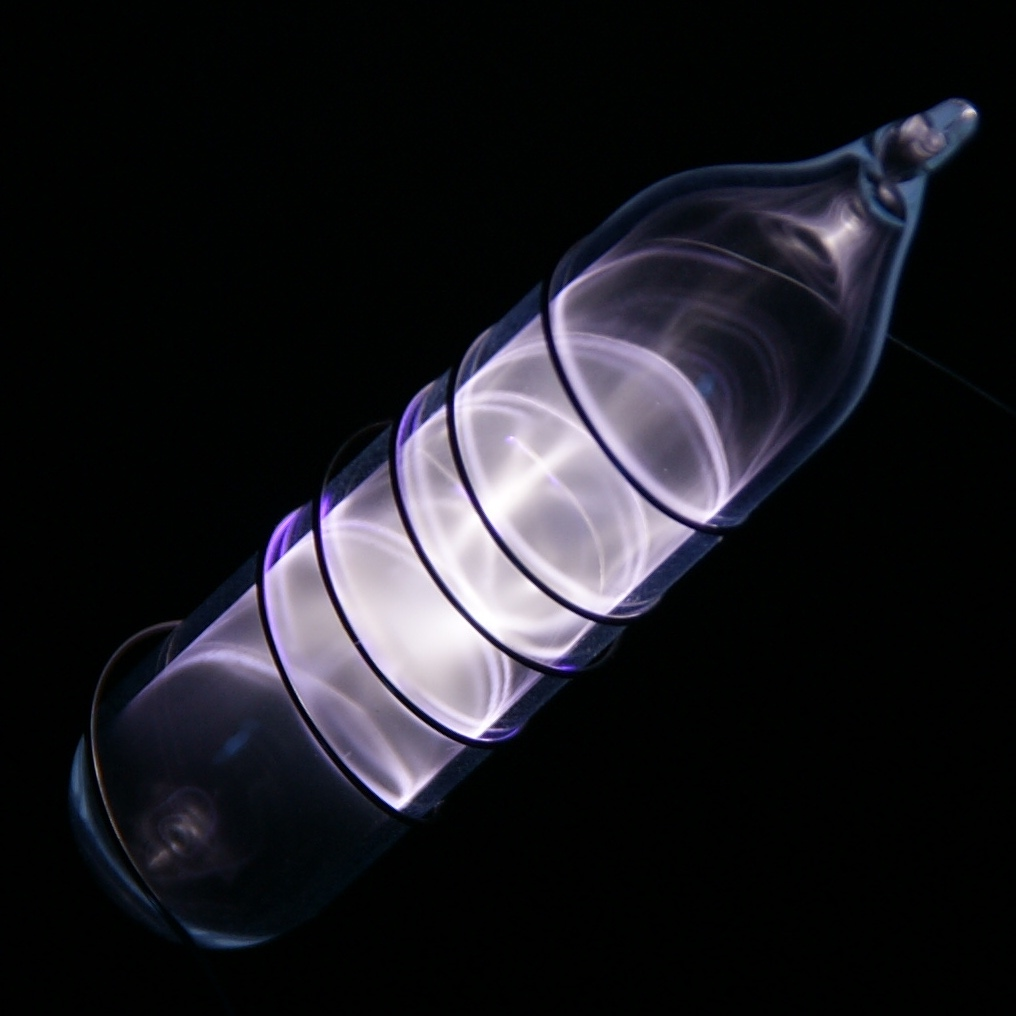
Bei der Ionisierung im Hochspannungs-Hochfrequenzfeld leuchtet Krypton

Krypton ist ein bei Normalbedingungen einatomiges, farbloses und geruchloses Gas, das bei 121,2 K (−152 °C) kondensiert und bei 115,79 K (−157,36 °C) erstarrt. Wie die anderen Edelgase außer dem Helium kristallisiert Krypton in einer kubisch dichtesten Kugelpackung mit dem Gitterparameter a = 572 pm.
Wie alle Edelgase besitzt Krypton nur abgeschlossene Schalen (Edelgaskonfiguration). Dadurch lässt sich erklären, dass das Gas stets einatomig vorliegt und die Reaktivität gering ist.
Mit einer Dichte von 3,749 kg/m³ bei 0 °C und 1013 hPa ist Krypton schwerer als Luft, es sinkt also ab. Im Phasendiagramm liegt der Tripelpunkt bei 115,76 K und 0,7315 bar, der kritische Punkt bei −63,75 °C, 5,5 MPa sowie einer kritischen Dichte von 0,909 g/cm³.
In Wasser ist Krypton etwas löslich, in einem Liter Wasser können sich bei 0 °C maximal 110 ml Krypton lösen.

### Chemische Eigenschaften
Wie alle Edelgase ist Krypton sehr reaktionsträge. Es kann lediglich mit dem elektronegativsten Element, dem Fluor, unter speziellen Bedingungen reagieren und bildet dabei Kryptondifluorid. Im Gegensatz zu den Xenonfluoriden ist Kryptondifluorid thermodynamisch instabil, die Bildung ist daher endotherm und muss bei niedrigen Temperaturen stattfinden. Die für eine Reaktion nötigen Fluorradikale können über Bestrahlung mit UV-Strahlung, Beschießen mit Protonen oder elektrische Entladungen dargestellt werden.
Mit verschiedenen Verbindungen bildet Krypton Clathrate, bei denen das Gas physikalisch in einen Hohlraum eingeschlossen und so gebunden ist. So bilden Wasser und Wasser-Chloroform-Mischungen bei −78 °C ein Clathrat, ein Clathrat mit Hydrochinon ist so stabil, dass Krypton sich über längere Zeit darin hält. Auch eine Einschlussverbindung des Kryptons im Oligosaccharid α-Cyclodextrin ist bekannt.

## Isotope
Insgesamt sind 32 Isotope sowie 10 weitere Kernisomere des Kryptons bekannt. Fünf Isotope sind stabil: 80Kr, 82Kr, 83Kr, 84Kr und 86Kr. Sie kommen zusammen mit dem extrem langlebigen 78Kr (Halbwertszeit 2 · 1021 Jahre) in der Natur vor. Den größten Anteil am natürlichen Isotopengemisch hat dabei 84Kr mit 57 %, gefolgt von 86Kr mit 17,3 %; 82Kr kommt zu 11,58 % und 83Kr zu 11,49 % vor. Dagegen sind die Isotope 80Kr mit 2,28 % und 78Kr mit 0,35 % Anteil selten. Das nach 78Kr langlebigste der instabilen Isotope ist mit einer Halbwertszeit von 229.000 Jahren 81Kr. Es entsteht in Spuren in der oberen Atmosphäre durch Reaktionen stabiler Krypton-Isotope mit kosmischer Strahlung und kommt somit ebenfalls natürlich in der Luft vor. Aufgrund seiner Entstehung in der Atmosphäre und seiner Langlebigkeit wird 81Kr für die Datierung fossilen Grundwassers verwendet.
Auch das radioaktive Isotop 85Kr mit 10,756 Jahren Halbwertszeit (Betastrahler, max. 687 keV) kommt in Spuren in der Atmosphäre vor. Es entsteht zusammen mit anderen (kurzlebigen) Isotopen bei der Kernspaltung von Uran und Plutonium. Durch Kernexplosionen oder während der Wiederaufarbeitung von Brennelementen gelangt es in die Umgebungsluft und ist durch die unterschiedliche Verteilung der Emissionsquellen auf der Nordhalbkugel häufiger als auf der Südhalbkugel. Nachdem die Belastung der Atmosphäre mit 85Kr nach dem Ende der atmosphärischen Kernwaffentests in den 1960ern abnahm, stieg sie in einer Messstation in Gent zwischen 1979 und 1999 – verursacht durch die Wiederaufarbeitungsanlage La Hague – deutlich an.
Als einziges stabiles Krypton-Isotop ist 83Kr NMR-aktiv. Hyperpolarisiertes 83Kr wurde im Tierversuch an Ratten in der Magnetresonanztomographie zur Untersuchung der Lunge eingesetzt.

## Verwendung

### Schutz- und Füllgas
Der größte Teil des Kryptons wird als Füllgas für Glühlampen verwendet. Durch das Gas ist die Abdampfrate des Glühfadens aus Wolfram geringer, das ermöglicht eine höhere Glühtemperatur. Diese bewirkt wiederum eine höhere Lichtausbeute der Lampe. Auch Halogen- und Leuchtstofflampen können Krypton enthalten. Weiterhin dient es in Geigerzählern, Szintillationszählern und elektronischen Geräten als Füllgas. Auch in Isolierglasscheiben wird es trotz des hohen Preises statt des normalerweise benutzten Argons als Füllgas eingesetzt, wenn man bei gleicher Scheibendicke eine deutlich bessere Isolierung erreichen will.

### Laser
Zusammen mit Fluor wird Krypton im Krypton-Fluorid-Laser eingesetzt. Dieser zählt zu den Excimerlasern und hat eine Wellenlänge von 248 nm im ultravioletten Spektralbereich. Auch Edelgas-Ionen-Laser mit Krypton, bei denen das aktive Medium ein- oder mehrfach geladene Kryptonionen sind, sind bekannt.

### Medizin
Wie Xenon absorbiert Krypton – allerdings in geringerem Maß – Röntgenstrahlung. Deshalb wird untersucht, ob Xenon-Krypton-Mischungen in der Computertomographie als Kontrastmittel eingesetzt werden können. Sie könnten einen besseren Kontrast als reines Xenon erreichen, da dessen Anteil am Kontrastmittel auf Grund der narkotisierenden Wirkung beim Einsatz am Menschen auf maximal 35 Prozent beschränkt ist.

### Forschung
Flüssiges Krypton wird als Material für Kalorimeter in der Teilchenphysik verwendet. Es ermöglicht eine besonders genaue Bestimmung von Ort und Energie. Ein Beispiel für einen Teilchendetektor, der ein Flüssig-Krypton-Kalorimeter nutzt, ist das NA48-Experiment am CERN.

### Raumfahrt
In der Raumfahrt wird Krypton als Stützmasse in Ionenantrieben genutzt.

### Radioaktive Anwendungen
Das betastrahlende 85Krypton wird zur Vorionisation in Leuchtstofflampen-Glimmstartern verwendet. Auch Ionisationsrauchmelder enthielten früher dieses Gas. Auch zum Aufspüren feinster Lecks und Haarrisse wird es verwendet. 85Kr ist als Spaltprodukt verhältnismäßig leicht zugänglich, entweicht aber bei gewissen Formen der Wiederaufarbeitung ungenutzt. Durch Gammaspektroskopie kann das entweichende 85Kr nachgewiesen werden und so etwaige geheime Plutonium-Gewinnung aufgedeckt werden. Forschung, die die selektive Adsorption von Krypton aus Abgasen des PUREX-Prozesses ermöglicht, wird unter anderem am MIT betrieben.

## Biologische Bedeutung
Wie die anderen Edelgase hat Krypton auf Grund der Reaktionsträgheit keine biologische Bedeutung und ist auch nicht toxisch. In höheren Konzentrationen wirkt es durch Verdrängung des Sauerstoffs erstickend. Bei einem Druck von mehr als 3,9 bar wirkt es narkotisierend.

## Verbindungen

Strukturformel des Kryptondifluorids

Nur eine kleine Anzahl an Kryptonverbindungen ist bekannt. Die wichtigste und stabilste davon ist Kryptondifluorid. Es zählt zu den stärksten bekannten Oxidations- und Fluorierungsmitteln und ist beispielsweise in der Lage, Xenon zu Xenonhexafluorid oder Iod zu Iodpentafluorid zu oxidieren. Reagiert Kryptondifluorid mit Fluoridakzeptoren wie Antimonpentafluorid, bilden sich die Kationen KrF+ und Kr2F3+, die die stärksten bekannten Oxidationsmittel sind.
Auch Verbindungen mit anderen Liganden als Fluor sind bekannt. Dazu zählen unter anderem Kryptonbis(pentafluororthotellurat) Kr(OTeF5)2, die einzig bekannte Sauerstoff-Krypton-Verbindung, RCNKrF+AsF6− (R=H, CF3, C2F5 oder n-C3F7) mit einer Krypton-Stickstoff-Bindung und HKrCCH, bei der ein Ethin-Ligand am Krypton gebunden ist.